# Vahram VI
Pour les articles homonymes, voir Vahram et Bahram.
Vahram ou Bahrām-i-Chūbīn (en Persan بهرام چوبین, ) est un Eran spahbod (général, chef de l'état-major et ministre de la guerre) pendant le règne de Hormizd IV sur l'Iran sassanide. Après la déposition de ce roi, il prend le pouvoir contre son successeur Khosro II et est empereur sassanide sous le nom de Vahram ou Bahram VI pendant une courte année (590-591).

## Biographie
Selon Théophylacte Simocatta, Bahram Chubin, fils de Bahram Gušnasp, descend du clan parthe de la maison de Mihran et des Arsacides. Bahram Chubin participe à la fin du règne de Khosro Ier aux campagnes du roi contre les Byzantins et dans le Caucase. Il commande la cavalerie et prend la cité de Dara en 572.
Son premier succès militaire comme commandant en chef a lieu à Hérat en 589 pendant le règne d'Hormizd IV, ce qui est rapporté par nombre de sources. Il bat alors une grande armée de Köktürks, qui était cinq fois supérieure en nombre à l'armée perse. Il conquiert Balkh et le territoire des Hepthtalites situé dans l'actuel Afghanistan. Cette victoire est possible grâce à la discipline et au meilleur entraînement de sa cavalerie cataphracte, avec laquelle il peut traverser l'Oxus, encercler puis battre les Turcs, tuant le khan des Köktürks.
Après une défaite mineure sur le territoire de l'Empire romain d'orient et l'humiliation du « Grand-roi » qui suit le combat, il se rebelle avec toute son armée (spah) contre lui. Le général Farrukhan, fidèle à Hormizd IV, tente de s'opposer à lui mais il est assassiné.
Hormizd IV est alors déposé par les nobles qui portent au trône son fils Khosro II. Les deux armées sont face à face devant Ctésiphon, mais lorsque Bahram passe à l'attaque, Khosro II, incapable de résister, prend la fuite vers les territoires « romains » et demande l'aide de l'empereur Maurice Ier. Bahram prend alors place sur le trône perse sous le nom de Bahram VI (Vahram VI) (printemps 590).
Cependant, de nombreuses provinces occidentales de l'empire, particulièrement l'Arménie où le sparapet et marzban Moušeł II Mamikonian rejette son offre d'alliance, se révoltent contre le pouvoir de Bahram VI en faveur de Khosro II. Bahram VI, incapable d'arrêter les révoltes et face à une armée de 70 000 soldats fournis en partie par l'empereur byzantin et menés par Khosro II, prend la fuite au cours de l'été 591 vers la Transoxiane auprès des tribus turques. Il est ensuite assassiné par le khan turc afin d'éviter une confrontation avec Khosro II.
Il existe de nombreux contes attribuant des exploits à Bahram VI, comme c'est le cas pour de nombreux héros dans la littérature persane. Après la chute de l'Empire sassanide et la conquête musulmane de la Perse, la dynastie des Samanides, une des premières dynasties perses indépendantes, se considère comme descendant de Vahram Chubin.

## Union et postérité

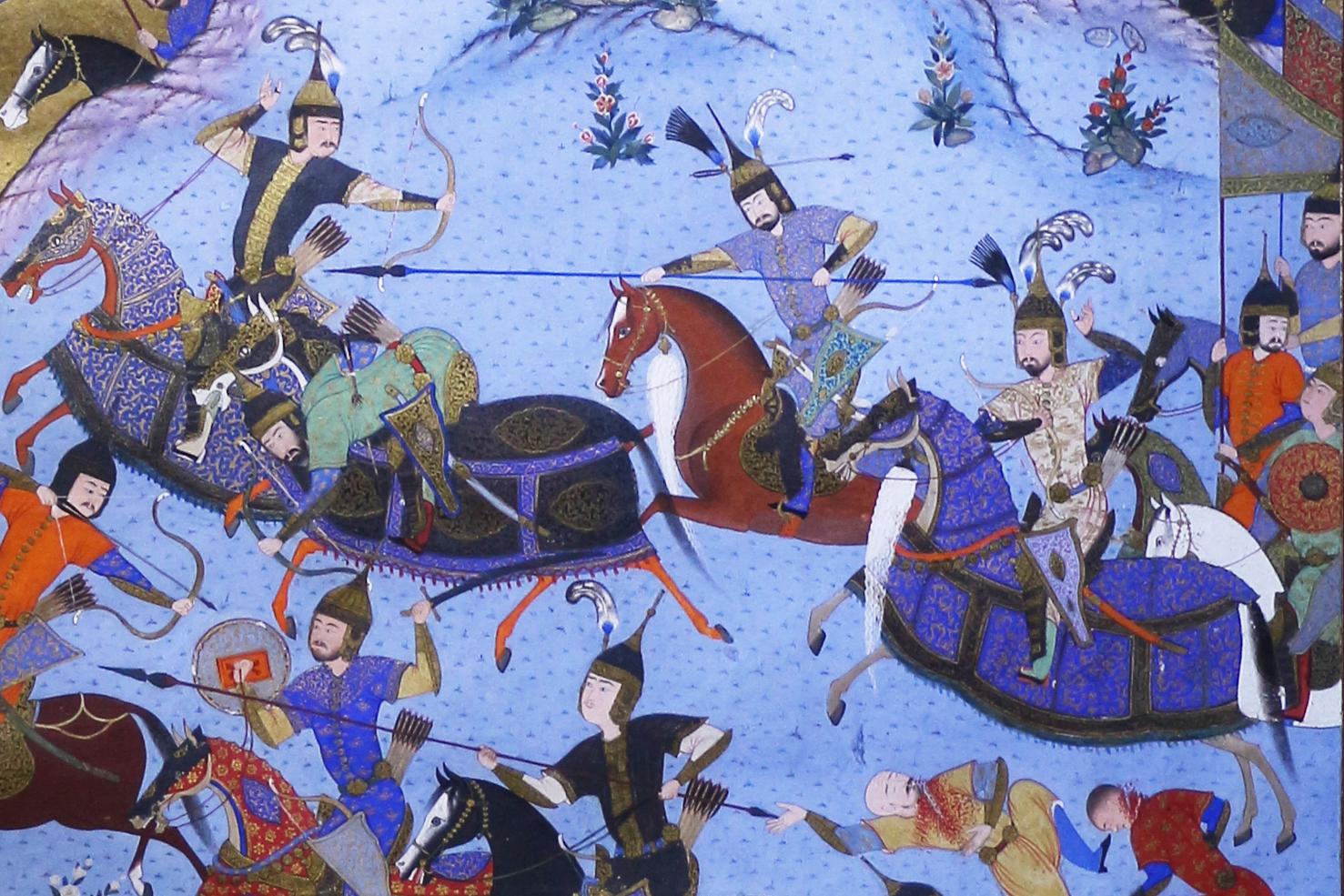
Détail d'une miniature représentant la bataille de Bahram Chubin contre Saveh shah (Musée Reza Abbasi, Téhéran).

Conformement aux prescripions  du mazdéisme, Vahran VI avait épousé sa sœur Gurdîyagh. Après sa mort, elle le fait inhumer avec honneur puis se rend dans le Khorassan où elle épouse Vistahm. Elle fait tuer ce dernier et rejoint Khosro II qui la prend à son tour comme épouse.
Vahram VI laisse trois fils :
- Shapūr, partisan de Vistahm, exécuté ;
- Mihrān-i Bahrām-i Chūbin, qui  participe à la bataille d'Ayn Tamr en 630 contre les Arabes, et dont le fils Siyavakhsh  ou Sīāvoš, roi de Rey, tombe en combattant les envahisseurs en 643 ;
- Nōšrad, l'ancêtre putatif de Saman Khoda, fondateur de la dynastie des Samanides.